# Smith & Wesson SW1911
SW1911 je polavtomatska pištola ameriškega proizvajalca Smith & Wesson, klon legendarnega Coltovega modela Colt M1911.

## Opis
Leta 2003 je Smith & Wesson na mednarodnem orožarksem sejmu IWA v Nürnbergu predstavil svojo različico legendarne pištole Colt M1911, s katero se je pridružil mnogim proizvajalcem, ki izdelujejo svoje modele te uspešne pištole. Smith & Wesson se je za ta korak odločil zaradi velike priljubljenosti modela 1911 med športnimi strelci po svetu, svojemu produktu pa je dodal nekaj malenkosti, ki naj bi mu zagotovile veliko varnost in posledično priljubljenost na orožarskem trgu.
Pištola je izdelana iz najboljših materialov, princip delovanja pa je ostal enak kot je bil pri originalu (Colt-Browningov princip kratkega trzanja cevi). SW1911 uporablja enoredne okvirje kapacitete 8 nabojev, kar je za en naboj več od originala. Osnoven model je v celoti izdelan iz jekla, zaradi česar njegova skupna masa krepko presega 1 kg. Cev je prav tako izdelana iz najkvalitetnejšega jekla in ima desni korak navoja šestih žlebov in polj v razmerju 1:260 mm.
Na zaklepišču so nameščeni klasični odprti tritočkovni merki, zadnji del pa je narebren za lažje repetiranje orožja. Za razliko od originala ima SW1911 tudi povečano odprtino za izmet tulcev, kar naj bi pripomoglo k bolj zanesljivemu delovanju. Prav tako spremenjen in povečan je izvlečnik tulcev, ki je za razliko od originala zunanji in opremljen z vzmetjo, kar zagotavlja boljši oprijem praznih tulcev in zanesljivejše izvlačenje.
Ogrodje pištole je klasično in v celoti izdelano iz jekla. Dvostranska varovalka je nameščena na zadnji del in skupaj s t. i. lastovičjim repom (avtomatska varovalka, nameščena na zadnji del ročaja, ki se deaktivira šele, ko strelec objame ročaj pištole) skrbi za blokado olajšanega skeletoidnega kladivca pri napetem orožju. Sprožilec enojnega delovanja je izdelan iz kovine in ima vgrajen mehanizem za zaustavljanje, s čimer se onemogoči prazen hod sprožilca po sproženju. Sprožilec je olajšan s tremi luknjami. Spojnica, ki povezuje ogrodje in zaklepišče je enaka kot pri oroginalu, na isto mesto v ogrodju pa je nameščen tudi gumb za izmet okvirjev, ki pa je pri SW1911 povečan in malce podaljšan za lažji doseg. Obloge ročaja so izdelane iz narezane plastike, na ročaj pa so nameščene s pomočjo dveh vijakov.
Končna obdelava je na visokem nivoju, pištola pa je zaenkrat na voljo samo v izvedbi črnega bruniranja.